# Motorwagens van de NMBS

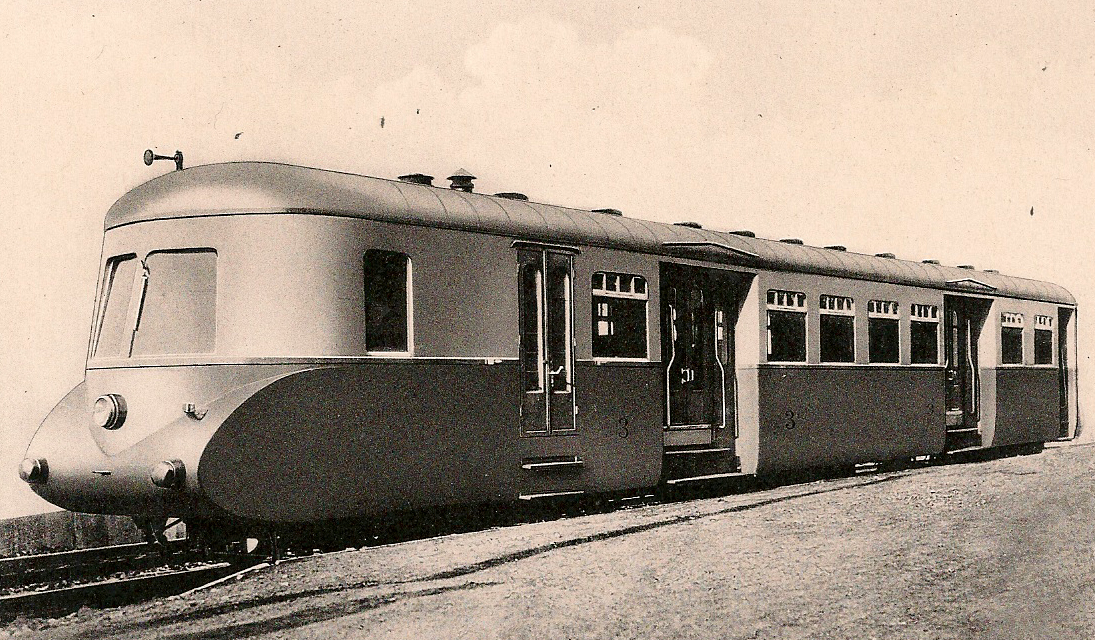
Motorrijtuig Type 608 met zijn opvallende, gestroomlijnde front. Van dit model werden er in 1939 zes stuks gebouwd.

De motorwagens van de NMBS zijn een serie van verschillende treinstellen, bestaande uit een of meer rijtuigen, aangedreven door een dieselmotor. Vanaf de jaren 30 van de 20e eeuw werden deze treintypes populair op lokale spoorlijnen, ter aanvulling van de stoomtractie. Tegenwoordig is er nog slechts één type dieselmotorwagen in dienst, de MW41.

## Historiek

### Stoommotorwagens

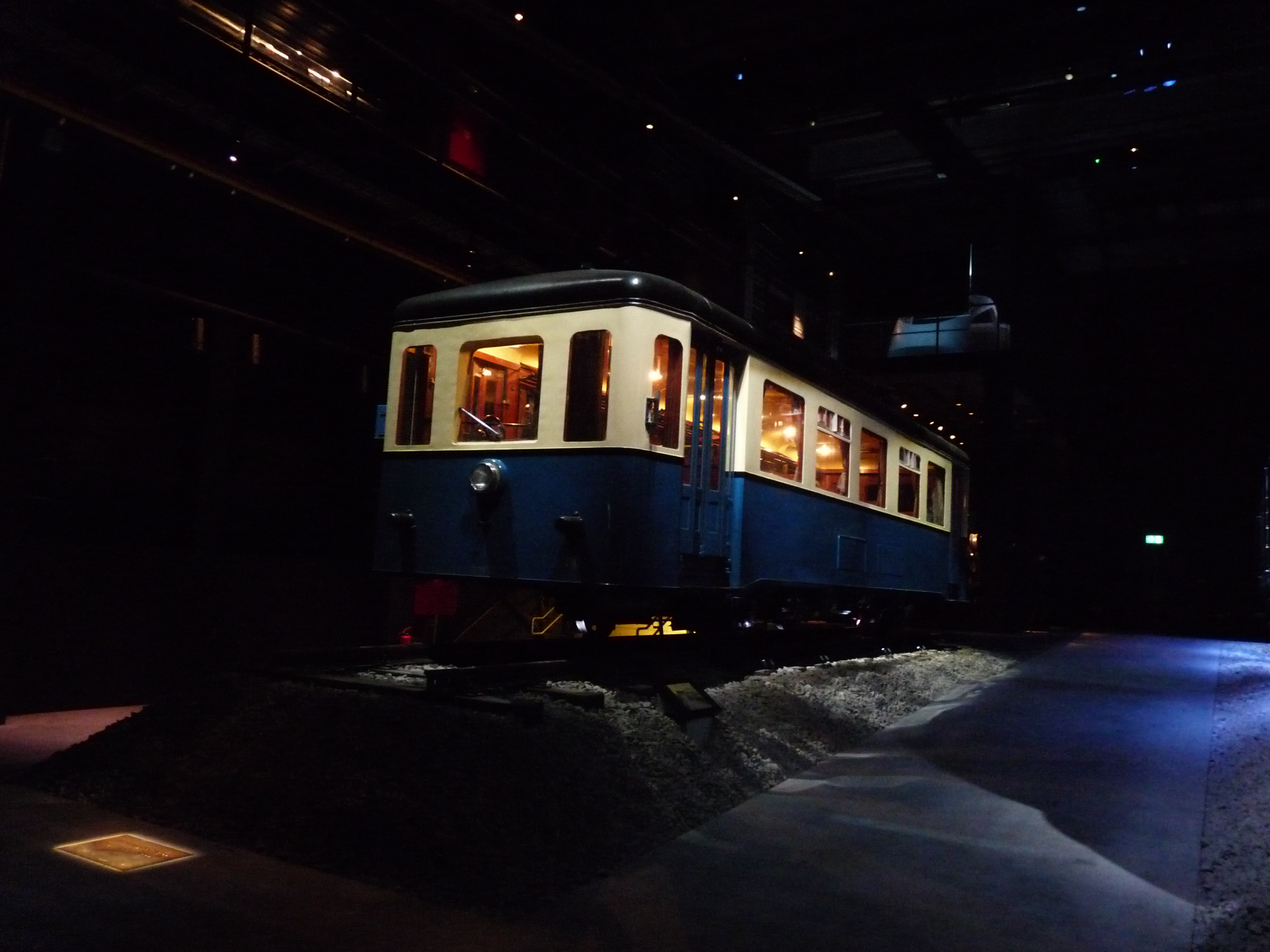
De eerste generatie motorwagens van de NMBS, in oorspronkelijke Crème-blauwe kleurstelling

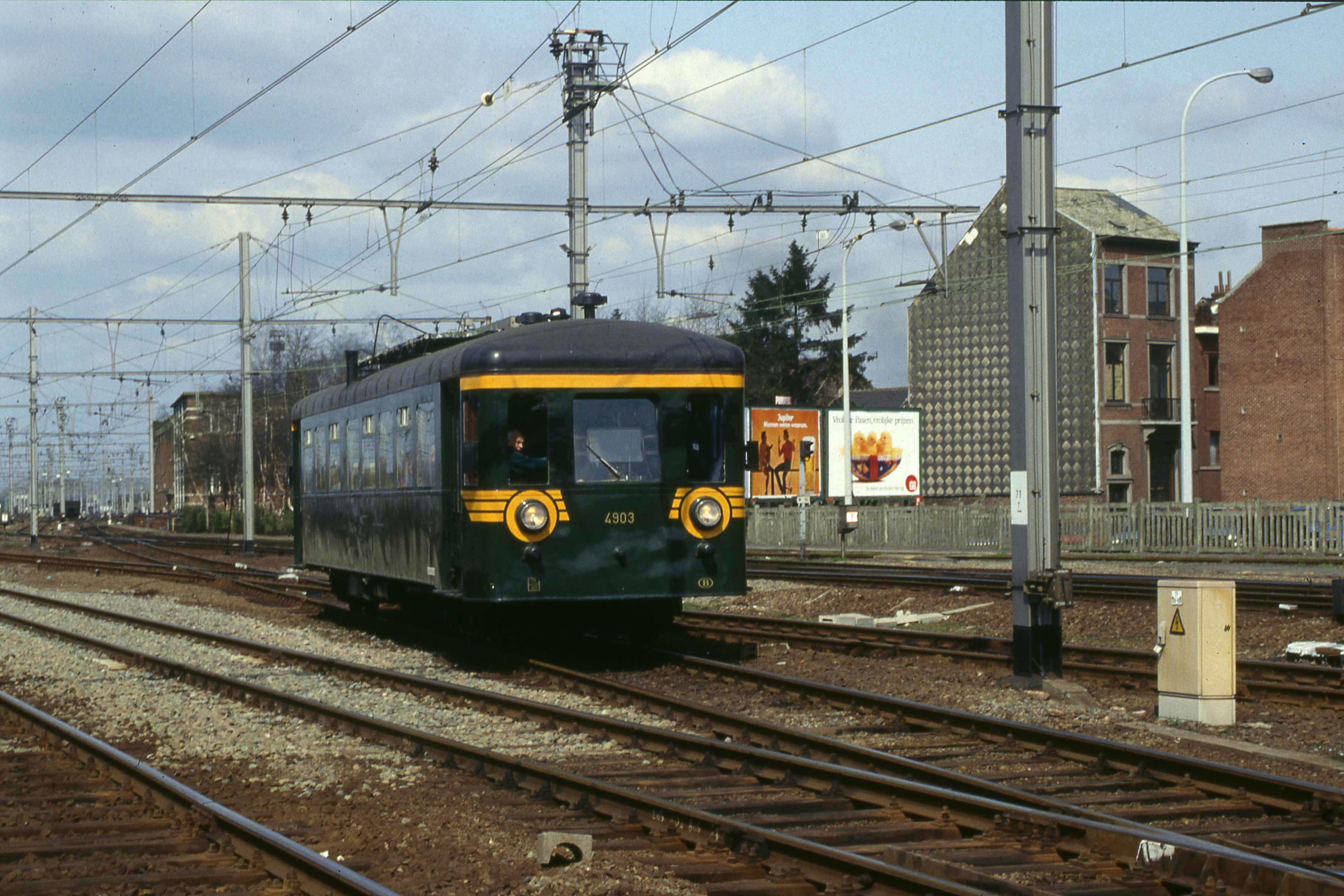
Een zogenaamde 'kleine Brossel'

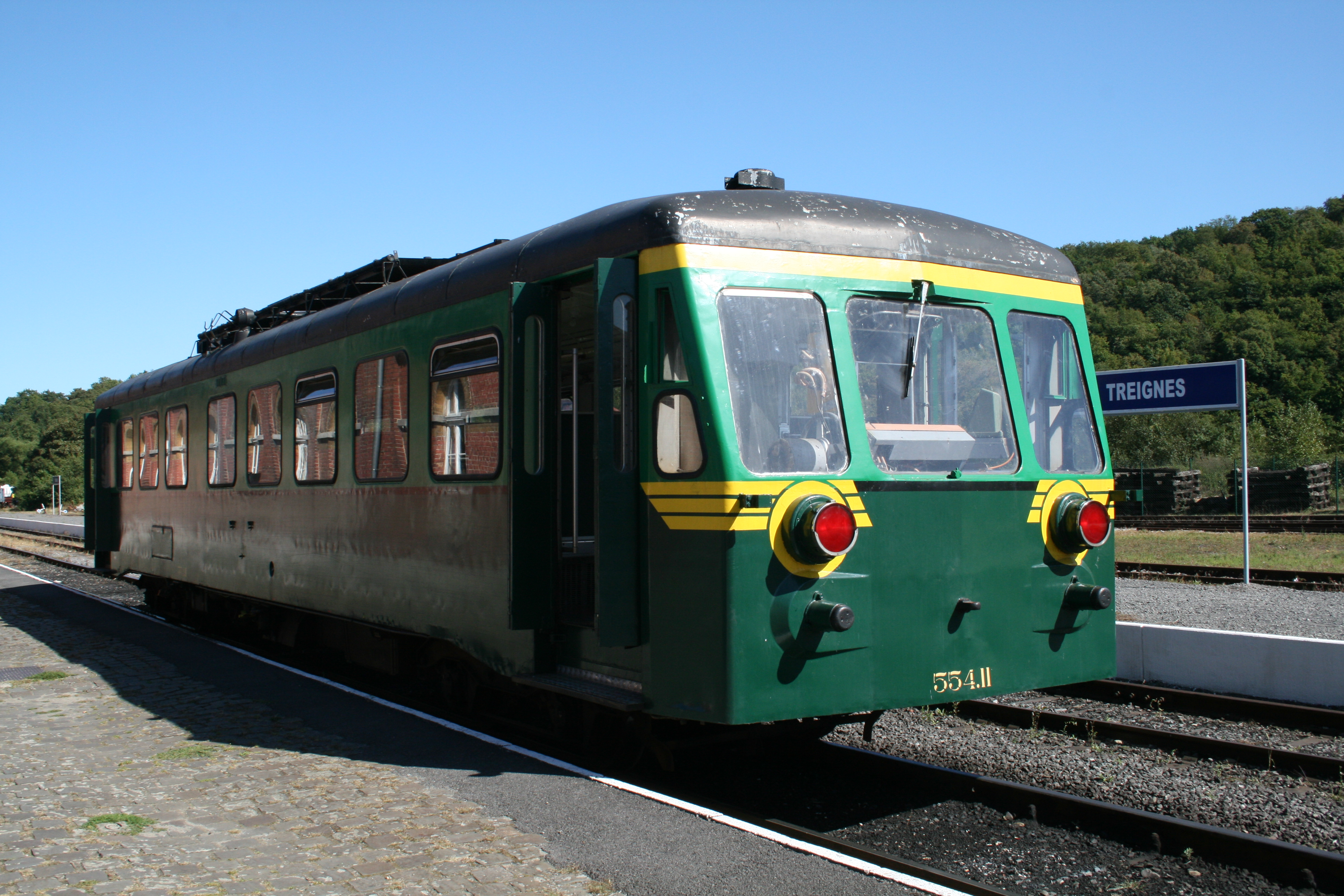
Motorrijtuig 554.011 in zijn donkergroene kleurstelling uit 1952 van het type 554

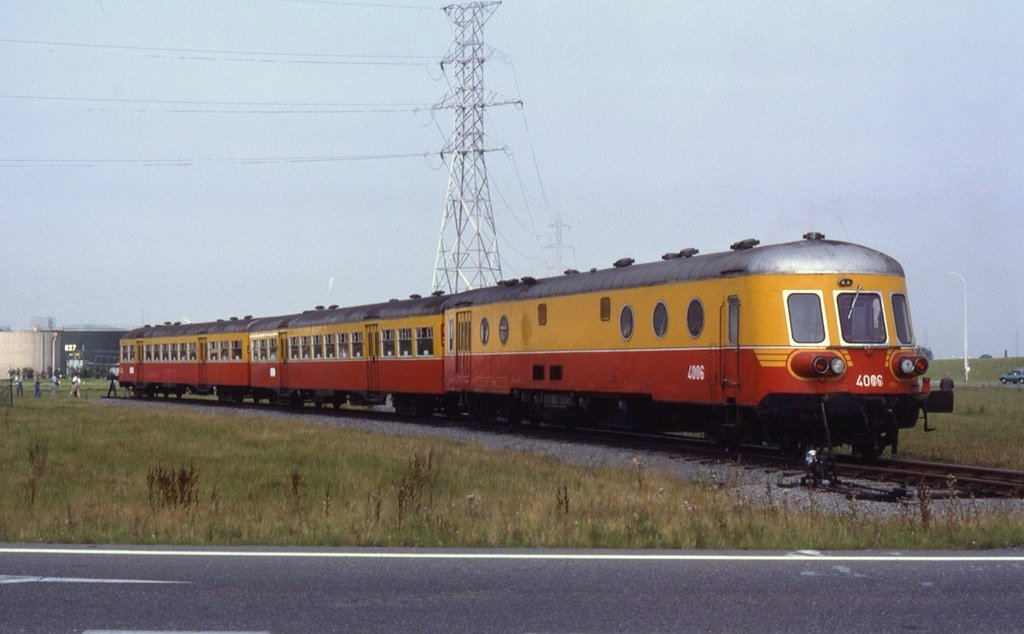
Dieseltreinstel reeks 40

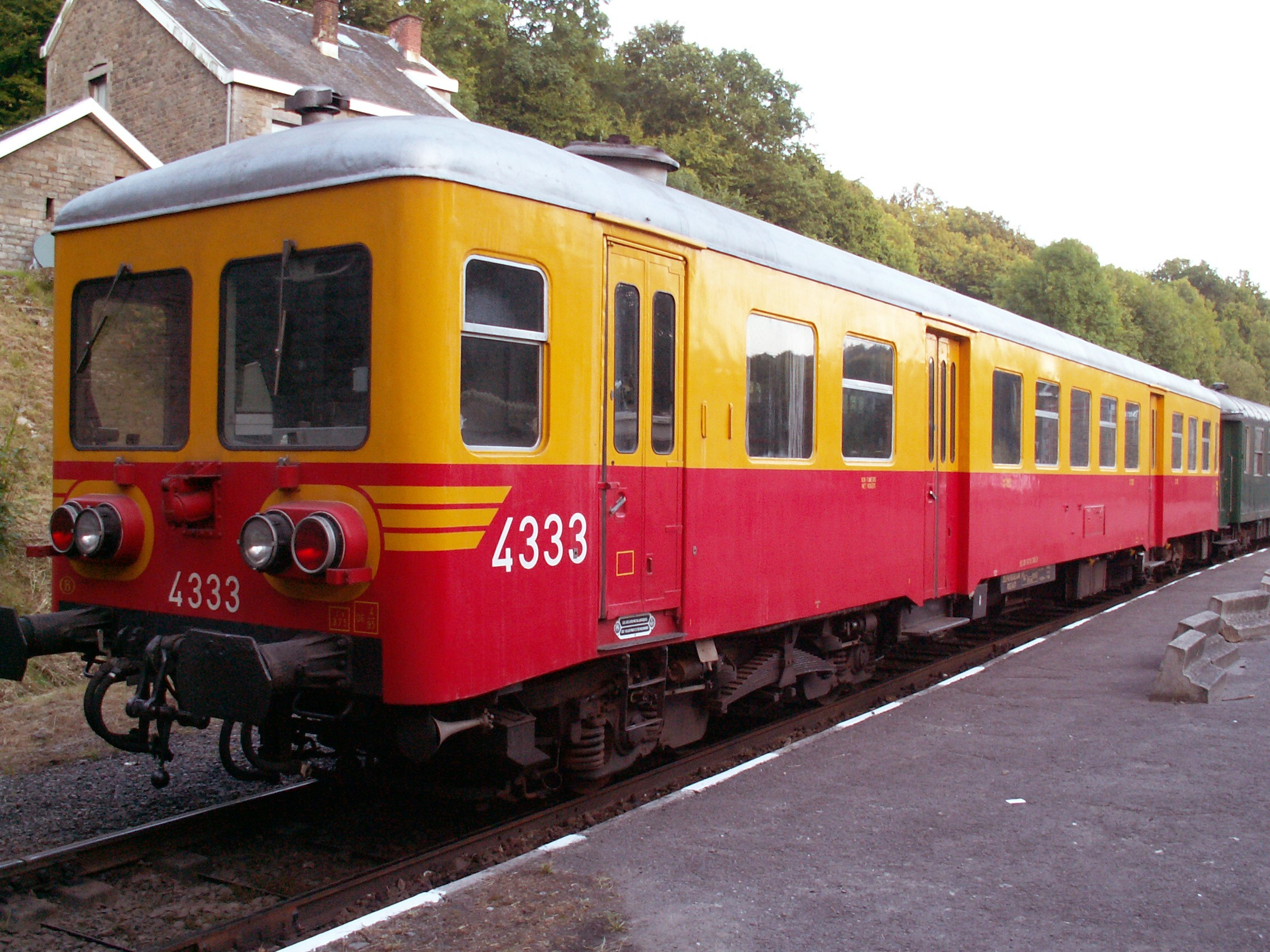
Motorrijtuig uit de reeks MW42-43-44-45

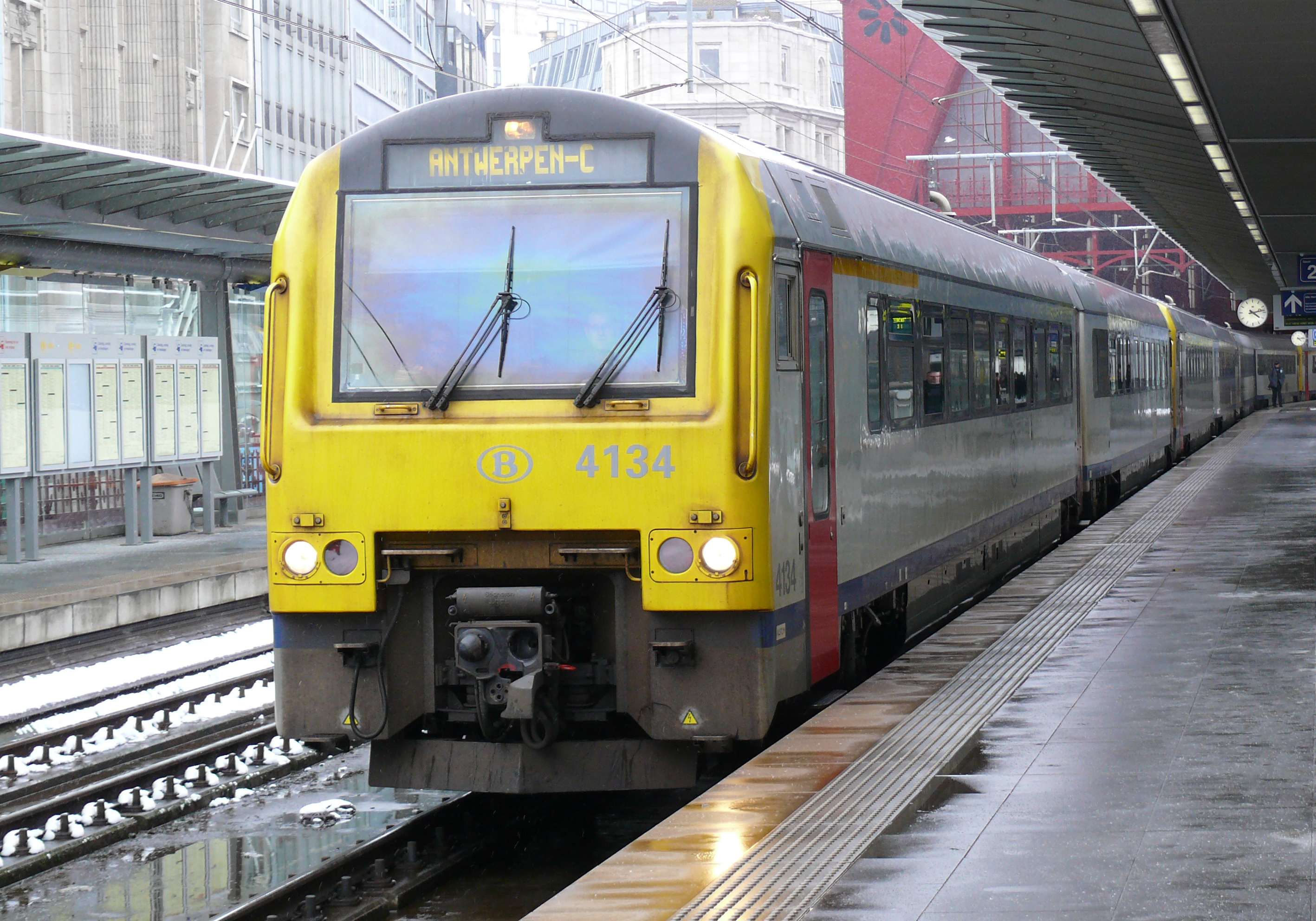
Motorrijtuig 4134 in het Centraal Station van Antwerpen

Al in de 19e eeuw werd er gezocht naar eenvoudigere exploitatie van lokale spoorlijnen. Deze werden toen vooral bediend door zogenaamde 'omnibus'treinen, doorgaans bestaande uit een tenderlocomotief en een paar korte passagiersrijtuigen. Stoomlocomotieven waren echter onderhouds- en arbeidsintensief en daarom was hun inzet op spoorlijnen met weinig passagiers niet altijd even ideaal. Daarom begon men vanaf de jaren 1880 zogenaamde stoommotorwagens in te zetten. Deze kunnen het best worden beschreven als een rijtuig met vooraan een stoomketel en machinistenhuis, zonder afzonderlijke locomotief dus. Aan het eind van de 19e eeuw werden verschillende types gebouwd. Het concept was evenwel niet ideaal. Er was nog steeds een stoomketel nodig die veel onderhoud en arbeid vereiste. Bovendien hadden de korte treintjes zowel een bestuurder als een stoker nodig. Ook de actieradius van het treinstel was beperkt, gezien de beperkte voorraad steenkool die kon worden meegenomen.

### Klassieke motorwagens, railbussen en snelle treinstellen
In het interbellum werd de piste van de stoommotorwagen verlaten en schakelde men over op dieseltractie. Dit was een nog relatief nieuwe technologie en daarom werd er geëxperimenteerd met diverse soorten motoren en overbrengingen. Dit resulteerde in de loop van de jaren 30 in de bouw van talrijke verschillende types, waarvan er vaak maar één of enkele exemplaren geleverd werden. Vanaf 1935 kwamen de eerste meer uitgebreide reeksen van motorwagens op.
Het standaard motorrijtuig bestond destijds uit één spoorwegrijtuig (bak) met, afhankelijk van de grootte, een honderdtal zitplaatsen, een bagageafdeling, een toilet en één of twee stuurcabines. Voor lijnen met zeer beperkte reizigersaantallen werden kleinere en lichtere motorrijtuigen ontwikkeld, zoals het Type 551 uit 1939. Het waren voertuigen met een minimaal comfort, zonder bagageafdeling en soms zelfs zonder toilet. Er was evenmin een afgesloten stuurcabine. In een aantal modellen werden (handgeschakelde) dieselmotoren van de Brusselse truck- en busbouwer Brossel gebruikt, en de Mechelse busbouwer Ragheno leverde ook weleens koetswerk. Deze motorrijtuigen waren dan ook railbussen in de ware zin van het woord. De meeste treinstellen waren koppelbaar, wat betekent dat ze in treinschakeling konden rijden, of een aanhangwagen voor personen- of goederenvervoer konden trekken. De vormgeving was veelal rechthoekig en zonder veel franje, maar er waren uitzonderingen. Zo had Type 608 een modieus gestroomlijnde kop. De maximumsnelheid van deze motorrijtuigen bedroeg aanvankelijk 65 à 85 km/h, maar steeg tot 90 of 100 km/h bij latere modellen.
Sommige motorwagens hadden meer dan één 'bak'. Naar analogie met de Duitse DRG 877 (Fliegender Hamburger) uit 1932 en de Nederlandse DE3-stellen uit 1934 werden in België enkele zwaardere, gelede, dieseltreinstellen ontwikkeld. Deze waren uitgerust met krachtige motoren die hoge snelheden mogelijk maakten, tot 120 km/h en meer. Voorbeelden zijn het tweeledige Type 620 en het drieledige Type 670, beide uit 1939 en allebei met kenmerkende snelle stroomlijnvorm. Zij verzorgden niet alleen regionale verbindingen, maar reden ook op de hoofdlijnen, zoals Brussel-Oostende, waar zij het moeiteloos konden opnemen tegen de sneltreinen die door zware stoomlocomotieven getrokken werden. In de jaren 50, voordat er TEE’s op het toneel verschenen, is er zelfs even sprake van geweest om de 670 in te zetten op de internationale verbinding Oostende-Basel. In deze periode waren de meeste motorwagens evenwel geen reële concurrent voor de stoomtractie. Deze bleef nog alomtegenwoordig op het Belgische net. Op diesellocomotieven of uitgebreide elektrische tractie was het wachten tot na de Tweede Wereldoorlog, al waren er wel reeds enkele elektrische treinstellen actief.

### Tweede Wereldoorlog
Tijdens de Tweede Wereldoorlog bleven veel motorrijtuigen noodgedwongen aan de kant vanwege de brandstoftekorten. Alleen de railbussen met Brosselmotoren, voorzien van kolengestookte gasgeneratoren, bleven in actie. In die oorlogsjaren gingen bovendien bijna dertig motorrijtuigen of dieselstellen verloren door beschietingen, bombardementen of sabotage. Zo bleef bijvoorbeeld van de vijf motorrijtuigen van Type 604 geen enkele heel.

### Tweede helft van de 20e eeuw
Na de oorlog moest het spoorverkeer – letterlijk – weer op de rails worden gezet. Voor de exploitatie van de niet-geëlektrificeerde secundaire lijnen werd de politiek van de jaren 30 in eerste instantie verder gezet en poogde men een rendabel spoorvervoer te organiseren met motorrijtuigen. Hiertoe werden een kleine honderd nieuwe exemplaren besteld, die tegen 1955 allemaal in dienst waren. Daarnaast bleef een aantal van de vooroorlogse machines, voor zover ze de vijandelijkheden overleefd hadden, eveneens in gebruik.
In 1957 werd het prototype van een nieuw drieledig dieselstel in gebruik genomen: Type 630 (later: Reeks 40). Pas in 1961 zouden er zes bijkomende exemplaren van geleverd worden. Dit elegante dieseltreinstel was meteen het laatste van de 20e eeuw, want nadien deemsterden de dieselmotorrijtuigen en -treinstellen langzaam weg. De voortschrijdende elektrificatie enerzijds en de afschaffing van talrijke kleine lokale lijnen anderzijds maakten dat er steeds minder plaats was voor dit soort treinen. Op het einde van de 20e eeuw waren ze alleen nog te zien op een paar niet-geëlektrificeerde lijnen in de buurt van Gent en rond Libramont in de Ardennen.

### 21e eeuw
Begin 21e eeuw is de variatie aan dieselmotorrijtuigen en -treinstellen die vroeger op de Belgische sporen te zien was, volledig verleden tijd. De meeste zijn afgevoerd en gesloopt. Enkele zijn behouden, hetzij in de collectie van het historisch patrimonium van de NMBS, hetzij bij een van de museumspoorlijnen in België, zoals het Stoomcentrum Maldegem, de Stoomspoorlijn Dendermonde-Puurs, de Chemin de Fer du Bocq (T.S.P.) of de Chemins de Fer à Vapeur des 3 Vallées. Sommige van deze motorrijtuigen zijn verbouwd tot werkwagen, om bijvoorbeeld aan de bovenleiding te werken.
De reeks MW42-43-44-45 was de laatste generatie motorwagens bestaande uit één bak. In 2002 werden deze uit circulatie gehaald. Omdat er nog steeds spoorlijnen in België zijn zonder bovenleiding, moest ter vervanging een nieuw type besteld worden. Sinds de lente van 2002 vormt de reeks tweedelige motorwagens MW41 het laatste dieseltreinstel op de Belgische sporen. In enkele gevallen bleven de stellen ook na elektrificatie van een spoorlijn rijden. Tussen Dinant en Aarlen bleven de treinen nog tot 2012 rijden op het elektrische baanvlak. Nu zijn deze hier vervangen door Desiro treinstellen.
Ze rijden op volgende diensten: 
- Aalst – Burst (P-treinen)
- Antwerpen-Centraal – Hamont/Hasselt (IC-10, lijn geëlektrificeerd tot Mol, trein wordt gesplitst in Mol)(De lokaaldienst tot Mol wordt elektrisch bereden)
- Ronse – Oudenaarde – Gent-Sint-Pieters – Eeklo (L-05)
- Gent-Sint-Pieters – Zottegem – Geraardsbergen (L-25)
- Charleroi-Centraal – Couvin (L-33)

## Terminologie en nummering
Bij het onderstaande overzicht van de motorrijtuigen en dieselstellen van de Belgische spoorwegen van de jaren 30 tot nu is enige verklaring nodig.
Een eerste punt betreft de terminologie. In het jargon van de NMBS wordt bij de benaming van motorrijtuigen een onderscheid gemaakt naargelang de aandrijving. Een motorrijtuig met dieselmotor is een motorwagen, afgekort: MW (in het Frans: autorail, AR). Een elektrisch aangedreven motorrijtuig is een motorstel, afgekort: MS (in het Frans: automotrice, AM). Bij het gebruik van die terminologie maakt het niet uit of het gaat om een enkelvoudig (één bak) of een meerledig motorrijtuig.
Een tweede punt betreft de nummering. Tot 1970 hanteerde men voor locomotieven, motorrijtuigen en treinstellen het begrip 'type' en een nummering van zes cijfers. De eerste drie cijfers duidden het type aan, de laatste drie waren het volgnummer van elke individuele machine binnen de groep van hetzelfde type. Op 1 januari 1971 werd 'type' vervangen door 'reeks' (in het Frans: classe), en werd een nummering van vier cijfers ingevoerd, waarbij de eerste twee de reeks aanduiden. Deze indeling is nog steeds in voege. Machines die dateren van vóór 1971 en ook daarna nog in dienst waren, hebben dus eerst een zescijferig typenummer en vervolgens een viercijferig reeksnummer gehad. Ten slotte dient ook nog vermeld, dat sommige nummers hergebruikt zijn. Zo werden de vooroorlogse typenummers 602, 603, 604 en 605 – die betrekking hadden op een beperkt aantal motorrijtuigen die na de oorlog niet meer bestonden – vanaf 1952 hernomen om de toen nieuw bestelde machines te nummeren (= de latere reeksen 42, 43, 44 en 45).

## Overzicht van de motorwagens van de NMBS
| Typenummer (vóór 1971) | Reeksnummer (vanaf 1971) | Aard                | Asindeling     | Bouwjaar    | Aantal    | Opmerkingen |
| ---------------------- | ------------------------ | ------------------- | -------------- | ----------- | --------- | --- |
| 500                    | –                        | stoommotorrijtuig   | 1A'2'          | –           | 3         | Prototype met stoomaandrijving |
| 501                    | –                        | stoommotorrijtuig   | B'2'           | –           | 1         | Prototype met stoomaandrijving |
| 502                    | –                        | stoommotorrijtuig   | B'2'           | –           | 1         | Prototype met stoomaandrijving |
| 551                    | –                        | motorrijtuig        | B’             | 1939        | 56        | Bijgenaamd ‘Kleine Brossel’ |
| 552                    | –                        | motorrijtuig        | 1A’A1’         | 1939        | 6         | Oorspronkelijk typenummer: 609 |
| 553                    | 49                       | motorrijtuig        | 1A’A1’         | 1941 / 1954 | 50        | Bijgenaamd ‘Grote Brossel’ |
| 554                    | 46                       | motorrijtuig        | 1A’A1          | 1952        | 20        | |
| 600                    | –                        | motorrijtuig        | B’2’           | 1930        | 3         | |
| 601                    | –                        | motorrijtuig        | B’2’           | 1933        | 14        | |
| 602 (interbellum)      | –                        | motorrijtuig        | B’2’           | 1934        | 1         | |
| 602 (na W.O. 2)        | 42                       | motorrijtuig        | 1A’2’          | 1954        | 6         | Bestemd voor de verbinding met de luchthaven Brussel Nationaal, met onder meer een grotere bagageruimte; in 1972 verbouwd en bij reeks 43 ingedeeld |
| 603 (interbellum)      | –                        | motorrijtuig        | A1             | 1934        | 1         | |
| 603 (na W.O. 2)        | 43                       | motorrijtuig        | 1A’2’          | 1954-1955   | 30        | Na 1972 bedroeg het aantal 36 stuks, door toevoeging van de voormalige reeks 42                                                                     |
| 604 (interbellum)      | –                        | motorrijtuig        | A1             | 1934        | 5         | |
| 604 (na W.O. 2)        | 44                       | motorrijtuig        | B’2            | 1954-1955   | 10        | |
| 605 (interbellum)      | –                        | motorrijtuig        | B’2’           | 1935        | 1         | |
| 605 (na W.O. 2)        | 45                       | motorrijtuig        | 1A’A1          | 1954-1955   | 10        | |
| 606                    | –                        | motorrijtuig        | B’2’           | 1936        | 1         | In 1953 vernummerd naar type 607 |
| 607                    | –                        | motorrijtuig        | B’2’           | 1936        | 1         | |
| 608                    | –                        | motorrijtuig        | B’2’           | 1939        | 6         | Ook genoemd Autorail FUF, naar de fabrikant F.U.F. te Haine-Saint-Pierre                                                                            |
| 609                    | ➛ zie 552                | ➛ zie 552           | ➛ zie 552      | ➛ zie 552   | ➛ zie 552 | ➛ zie 552 |
| 610                    | –                        | motorrijtuig        | A1             | 1936        | 2         | Oorspronkelijk gebouwd voor de Compagnie Nord-Belge                                                                                                 |
| 620                    | –                        | tweeledig motorstel | B’2’B’         | 1939        | 12        | Oorspronkelijk typenummer: 652.1; nummering gewijzigd in 1946                                                                                       |
| 630                    | 40                       | drieledig motorstel | B’B’+2’2’+2’2’ | 1957 / 1961 | 7         | |
| 650                    | –                        | motorrijtuig        | B’2’           | 1932        | 1         | |
| 651                    | –                        | motorrijtuig        | B’2’           | 1934        | 1         | |
| 652                    | –                        | tweeledig motorstel | 2’B’2’         | 1934        | 1         | |
| 652.1                  | ➛ zie 620                | ➛ zie 620           | ➛ zie 620      | ➛ zie 620   | ➛ zie 620 | ➛ zie 620 |
| 653                    | –                        | drieledig motorstel | 2’B’B’2’       | 1936        | 3         | |
| 653.1                  | ➛ zie 670                | ➛ zie 670           | ➛ zie 670      | ➛ zie 670   | ➛ zie 670 | ➛ zie 670 |
| 654                    | –                        | drieledig motorstel | 2’B’B’2’       | 1936        | 3         | |
| 655                    | –                        | drieledig motorstel | 2’B’B’2’       | 1936        | 1         | |
| 656                    | –                        | drieledig motorstel | 2’B’B’2’       | 1936        | 1         | |
| 670                    | –                        | drieledig motorstel | B’2’2’2’2’B’   | 1939        | 6         | Oorspronkelijk typenummer: 653.1; nummering gewijzigd in 1946                                                                                       |
| –                      | 41                       | tweeledig motorstel | 2’Bo’+Bo’2’    | 2000-2002   | 96        | Het enige type dieselmotorstel dat thans nog in dienst is                                                                                           |